# Apă de Colonia

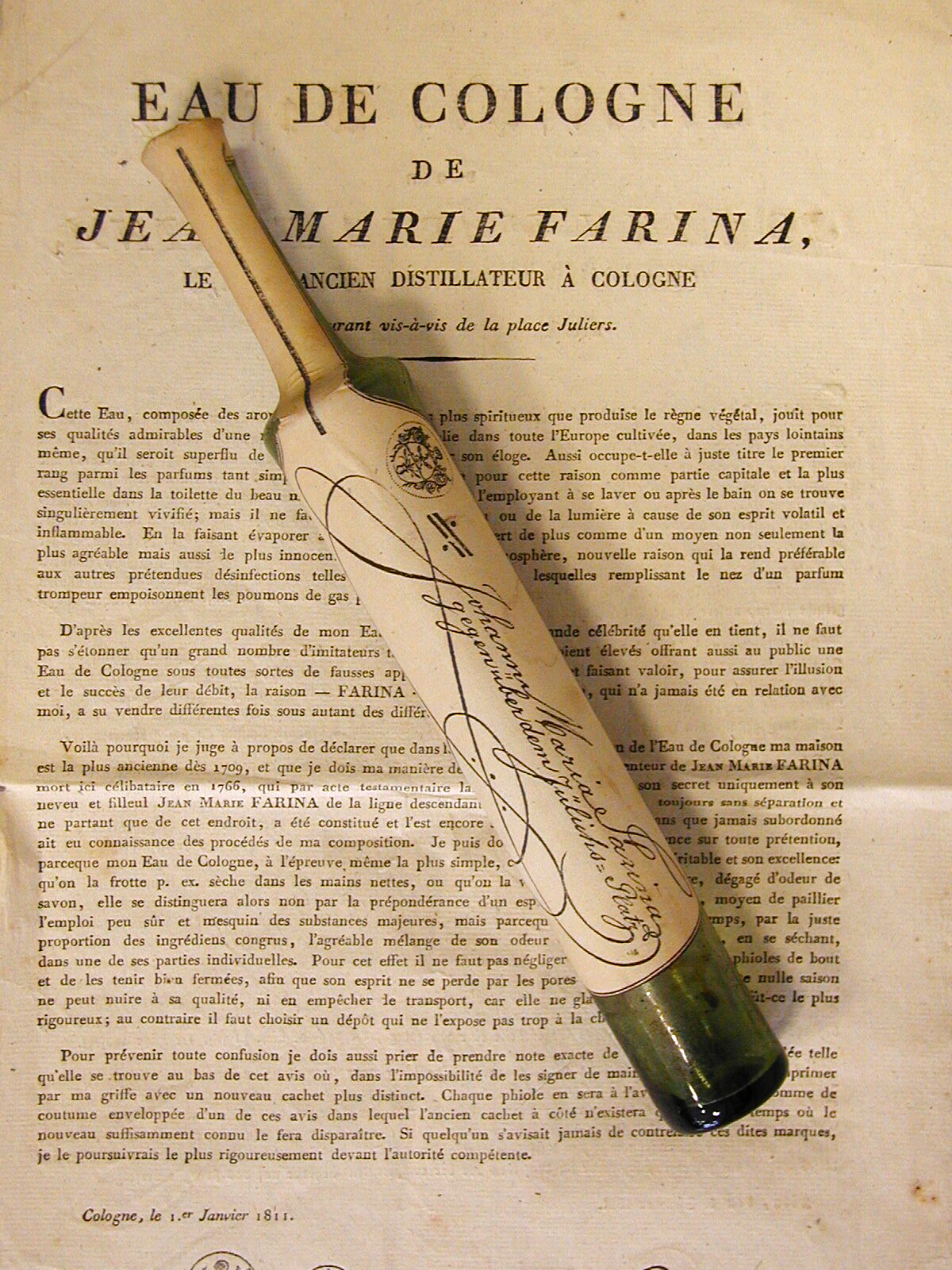
Eau de Cologne originală.

Apa de Colonia (pronunțat [ pron. co-lo-ni-a ]), cu denumirea comercială (din franceză) Eau de Cologne, denumire în germană Kölnisches Wasser, este un parfum de concentrație redusă, conținând 2-3% compuși aromatici. Denumirea colocvială este apă de colonie. Numele provine de la numele latinizat al orașului german Köln, întrucât a fost inventată de Johann Maria Farina din Köln. În pofida numelui său, parfumul inventat de Farina avea o concentrație de produși aromatici de 7% și de aceea, după clasificările actuale, nu era strict vorbind o apă de colonie, ci o apă de toaletă. 